# Pressão arterial
A expressão pressão arterial (PA)  refere-se à pressão exercida pelo sangue contra a parede das artérias. A pressão arterial bem como a de todo o sistema circulatório encontra-se normalmente um pouco acima da pressão atmosférica, sendo a diferença de pressões responsável por manter as artérias e demais vasos não colapsados. 
A pressão arterial é um dos sinais vitais — assim como a frequência respiratória, frequência cardíaca, saturação de oxigênio e temperatura corporal — que profissionais de saúde utilizam para avaliar rapidamente a saúde de um paciente. A pressão arterial normal em repouso em um adulto é de aproximadamente 120 mmHg (16 kPa) sistólica sobre 80 mmHg (11 kPa) diastólica, comumente descrita como "120/80 mmHg". Clinicamente, alterações na pressão arterial >115/75 mmHg são forte preditores de risco cardiovascular, dano renal e mortalidade geral. Distúrbios da pressão arterial, sobretudo a hipertensão arterial, são atualmente uma das mais prevalentes doenças no mundo.

## Fisiologia da pressão arterial
A pressão arterial é resultante da força realizada pelo fluxo de sangue sobre a área da parede arterial ({\displaystyle P=F/A}). Dado que a força é exercida pelo fluido sanguíneo, um aumento do fluxo resulta em uma maior força lateral (contra a parede arterial). Uma vez que as artérias são os componentes do sistema cardiovascular em contato direto com o coração, todo fluxo sanguíneo do corpo deve passar pelo sistema arterial antes de ser distribuído para os vasos da microcirculação: as arteríolas, metarteríolas e capilares (local de filtração e absorção de sangue pelo interstício). Também devido a isto, a pressão arterial na artéria aorta é altamente variável e dependente do ciclo cardíaco.
Podemos identificar três parâmetros que influênciam diretamente na determinação da pressão arterial:
1. O influxo de sangue às artérias proveniente da sístole ventricular;
2. O efluxo (ou escoamento) de sangue das artérias às arteríolas e capilares (microcirculação);
3. A complacência (elasticidade) arterial.

Fisiologicamente, a equação 
{\displaystyle PA=DC*RVTP},
em que PA é a pressão arterial sistêmica, encapsula os dois principais parâmetros determinantes da pressão arterial, o Débito cardíaco (DC) e a Resistência Vascular Periférica Total (RVPT),  associadas ao influxo e efluxo de sangue nas artérias, respectivamente. 
O influxo de sangue é determinado pelo fluxo sanguíneo ejetado mediante o trabalho de contração exercido pelos ventrículos durante a sístole. A contração ventricular ejeta o sangue, imbuíndo-o de energia cinética. O volume de sangue ejetado em cada sístole é chamado de volume sistólico. O influxo de sangue às artérias advém do volume sistólico ejetado cíclicamente pelos ventrículos, o que, quando consideramos o componente temporal do ciclo (a frequência de contrações em um minuto) é denominado Débito Cardíaco (DC):
{\displaystyle DC=VS*FC}
Onde:
VS é o volume sistólico (volume ejetado em uma sístole ventricular);
FC é a Frequência cardíaca em um minuto.
O volume sistólico é dependente do volume diastólico final, ou seja, do volume total de sangue que se encontra nos ventrículos ao final da diástole de um ciclo cardíaco (pré-carga). Segundo a Lei de Frank-Starling, quanto maior a pré-carga, maior o volume ejetado durante a sístole. Dessa maneira, o débito cardíaco, e consequentemente o influxo de sangue, são diretamente proporcionais à volemia sistêmica. Assim, uma hipovolemia tende a ocasionar a diminuição do débito cardíaco e do influxo de sangue às artérias e vice-versa. 
Considerando a vasculatura como um sistema fechado, ultimamente, um aumento do DC ocasionaria um aumento do retorno venoso ao próprio coração, igualizando o fluxo de saída e entrada na bomba. No entanto, em um primeiro momento de aumento do DC, o aumento do influxo de sangue às artérias proximais ao coração, seja pelo aumento da frequência de ejeções do ventrículo (FC), seja pelo aumento do volume ejetado (VS), provoca desincronização da taxa de influxo e efluxo sanguíneo, de forma que um aumento do DC tende a aumentar a pressão arterial caso a resistência periférica mantenha-se inalterada, ou seja, caso a taxa de efluxo de sangue permaneça constante, para um dado aumento do influxo de sangue tende-se ao aumento da pressão arterial. Nesse sentido, a regulação do débito cardíaco e da resistência vascular periférica são os principais mecanismos de homeostase da pressão arterial, sobretudo por meio do barorreflexo e do eixo renina-angiotensina-aldosterona (RAA).
O efluxo de sangue, por sua vez, é determinado, sobretudo, pela resistência (R) ao fluxo sanguíneo na vasculatura periférica, conforme a Lei de Poiseuille : 
{\displaystyle R={\frac {8\eta \Delta x}{\pi r^{4}}}}
Onde:
r é o raio do lúmen do vaso;
{\displaystyle \Delta x} é o comprimento do vaso;
{\displaystyle \eta } é a viscosidade do sangue.
A resistência vascular diminui o fluxo sanguíneo para uma dada diferença de pressão {\displaystyle \Delta P} de forma análoga a como uma resistência elétrica diminui o fluxo elétrico (corrente) para uma dada diferença de potencial {\displaystyle \Delta V}. Portanto, quanto maior a resistência vascular, menor o efluxo (escoamento) de sangue das artérias para os pequenos vasos. No sistema cardiovascular, a diferença de pressão é estabelecida pelo trabalho realizado durante a contração do ventrículo, imbuíndo o sangue de energia cinética que diminui devido à resistência dos vasos periféricos, assim estabelecendo um gradiente de pressão entre o coração e os vasos da microcirculação; máximo no momento de saída dos ventrículos e mínima nos átrios.
Note que, uma vez que a resistência ao fluxo sanguíneo é inversamente proporcional à quarta potência do raio do vaso, o diâmetro do lúmen (área transversal de passagem do sangue) é o principal determinante para a resistência vascular. Este fato tem implicações importantes para a homeostase da pressão arterial - a contração vascular aumenta substancialmente a resistência ao fluxo de sangue. Dessa forma, sendo RVTP o somatório das resistências vasculares, a diminuição do lúmen pela contração contribui para o aumento da pressão arterial ao aumentar consideravelmente RVTP. De fato, esta relação é basilar na fisiopatologia do choque séptico, em que uma vasodilatação sistêmica, provocada por infecção generalizada (septicemia), provoca uma queda drástica na PA, levando à morte pela diminuição da perfusão tecidual. No choque séptico, a queda da PA é causada essencialemente pela queda na resistência natural ao efluxo sanguíneo, associada a uma severa diminuição do volume de circulação efetivo.

Ciclo cardíaco e diagrama de wiggers.A pressão arterial e ventricular estão representadas em vermelho e azul, respectivamente. Note que a pressão arterial varia consideravelmente consoante à variação de pressão do ventrículo. Durante a ejeção (sístole), a pressão arterial aumenta consideravelmente e diminui progressivamente após o fechamento das válvulas semilunares.

Variação da pressão arterial no período de um ciclo cardíaco em uma pessoa saudável. Note a pressão sistólica como o pico em 120mmHg e a diastólica em 80mmHg. A incisura no meio da onda decorre do fechamento brusco da válvula aórtica, que ocasiona uma rápida, porém temporária diminuição da pressão arterial. A complacência da artéria tem um papel fundamental na homogeneidade da curva de pressão, caso a artéria fosse completamente rígida, a curva apresentaria uma variação muito mais drástica, da pressão máxima à pressão nula.

Central a essa dinâmica é o fato da ejeção cardíaca ser intermitente, isto é, o influxo sanguíneo é nulo durante a diástole ventricular e muito grande durante a sístole ventricular. Entretanto, o escoamento de sangue das artérias à microcirculação é constante. Consequentemente, a pressão arterial varia de acordo com o ciclo cardíaco. Para se adaptar às mudanças de pressão, as artérias, sobretudo a artéria aorta, utilizam-se de sua complacência.
A complacência arterial é uma propriedade da composição estrutural da artéria. A musculatura lisa, e a elastina, encontradas predominantemente na túnica média, posibilitam que a artéria seja distendida para acomodar a grande variação de pressão entre a sístole e diástole ventricular. No momento da sístole, o fluxo de ejeção de sangue para a artéria é muito maior que o fluxo de escoamento de sangue da artéria para as arteríolas. Assim, há um grande acúmulo de sangue na parte mais proximal da artéria. Se a artéria não fosse complacente, este acúmulo de sangue aumentaria a pressão sobre o próprio coração, fazendo com que fosse necessário uma força muito maior de contração para ejetar o sangue (pós-carga). De fato, se não houvesse complacência, o coração precisaria exercer uma pressão de 778 mmHg para bombear a mesma quantidade de sangue. Em comparação, a pressão realmente exercida pelo coração durante a sístole em pessoas saudáveis é de 120 mmHg, menos de um sexto desse valor. 
A complacência permite que a parede arterial se expanda durante a sístole, aumentando o raio de seu lúmen. Como a resistência é inversamente proporcional à quarta potência do raio (Lei de Poiseuille), a distenção da artéria diminui significativamente a resistência ao fluxo, minimizando a pós-carga sobre o coração. Ademais, ao se distender, a artéria passa a ter um volume interno maior. Assim, a complacência possibilita que a artéria armazene termporaraiamente um volume substancial do sangue ejetado pela sistole. 
O volume armazenado pela distensão artérial é então escoado durante a diástole ventricular, enquanto não há influxo sanguíneo. As elastinas, que se distenderam perante a pressão sistólica, agora exercem uma força de retração elástica, diminuindo o raio do lúmen da artéria ao seu tamanho normal e expelindo o sangue acumulado como se fosse uma pequena bomba. Se as artérias fossem rígidas, o fluxo sanguíneo aos demais vasos simplesmente pararia durante a diástole vevntricular; a complacência arterial é essencial para garantir um fluxo contínuo de sangue durante todo o ciclo cardíaco. 

### Variação e cálculo da Pressão Arterial Média
Note que a artéria desenvolve um movimento pulsátil - há expansão durante da sístole para acomodar o grande volume de sangue que vem do coração e retração durante a diástole, quando a força de retração elástica é maior que a pressão exercida sobre as paredes, e o sangue acumulado é propagado pelo sistema vascular.
O carater pulsátil das artérias acompanha a variação da pressão arterial de acordo com o ciclo cardíaco, em função da sístole ou diástole ventricular. Durante a sístole, observa-se a maior pressão arterial - a pressão arterial sistólica, devido ao alto influxo de sangue provindo dos ventrículos. Ao contrário, durante a diástole ventricular, a pressão arterial atinge seu menor valor - a pressão arterial diastólica, devido à interrupção momentânea do influxo e continuidade do efluxo (escoamento) de sangue para a microcirculação. A pressão de pulso (Pp), portanto, é a variação de pressão entre o "pulso" arterial (a distensão e retração da complacência arterial), sendo dessa forma dada por: 
{\displaystyle Pp=Ps-Pd}
Onde:
{\displaystyle Ps} é a pressão sistólica;
{\displaystyle Pd} é a pressão diastólica.
Utilizando-se de um esfigmomanômetro e um estetoscópio, é possível determinar indiretametente os valores de {\displaystyle Ps} e {\displaystyle Pd}. Ademais, considerando que a pulsação se dá durante um período de tempo pré-determinado pelo cilco cardíaco, é possível estimar a pressão arterial média (Pam) a partir da seguinte fórmula: 
{\displaystyle Pam=Pd+(Pp/3)}
Convenciona-se a utilização de 1/3 (aproximação de 0.333...) de Pp para estimar a Pam, mas há discordância entre especialistas acerca do valor mais apropriado.
É importante ter em mente que a pressão sistólica é altamente influênciada pelo débito cardíaco e pela complacência arterial, como descrito anteriomente. Dessa forma, idosos ou pessoas com processos patológicos de enrijecimento da parede arterial cursam com diminuição de complacência e, portanto, aumento da pré-carga e pressão sistólica. Em casos mais graves, o aumento crônico da pós-carga pode levar à hipertrofia e insuficiência cardíaca, com possível redução da fração de ejeção.

Aferindo a pressão indireta com um esfigmomanômetro:A braçadeira é insuflada até que o pulso radial não seja perceptível, indicando compressão completa da artéria braquial. A desinsuflação lenta da braçadeira diminui a pressão exercida sobre a artéria (linha diagonal roxa) até que a pressão do manguito iguale-se à pressão sistólica da artéria. O retorno do fluxo sanguíneo produz um ruído, auscutado como o primeiro som de Kortkoff, marcando a pressão sistólica.
Normalmente, os sons de kortkoff continuarão com a desinsuflação da braçadeira até tornar-se quase imperceptível, marcando a pressão diastólica. É comum, no entanto, que haja variações na forma de apresentação e sequencia dos sons de kortkoff, principalmente, em idosos.

## Aferição indireta com esfigmomanômetro
A determinação indireta da pressão arterial só se tornou possível a partir de 1880, quando von Basch, na Alemanha, idealizou o primeiro aparelho, que nada mais era que uma bolsa de borracha cheia de água e ligada a uma coluna de mercúrio ou a um manômetro. Comprimindo-se a bolsa de borracha sobre a artéria até ao desaparecimento do pulso obtinha-se a pressão sistólica. Em 1896, um médico italiano, Riva-Rocci, substituiu a bolsa por um manguito de borracha e a água pelo ar.
Nove anos mais tarde o jovem médico russo, Nikolai Korotkov, descobriu os sons produzidos durante a descompressão da artéria, tornando possível medir a pressão diastólica.
Não existe uma combinação precisa de medidas para se dizer qual é a pressão normal, mas em termos gerais, os valores até 120/80 mmHg são valores considerados ideais no adulto jovem. Contudo, medidas até 139 mmHg para a pressão sistólica, e 89 mmHg para a diastólica, podem ser considerados alterados, mas não, necessariamente, definem doença hipertensiva.
O local mais comum de verificação da pressão arterial é o braço, usando como ponto de auscultação a artéria braquial. O equipamento usado é o esfigmomanômetro ou tensiômetro, que possui uma braçadeira insuflável ou manguito, e para auscultar os batimentos, usa-se o estetoscópio.

Quando se fala em dois valores de pressão arterial (145 por 90 mmHg, por exemplo), estamos falando de 145 no pico da sístole e 90 no final da diástole, portanto pressão sistólica e pressão diastólica.

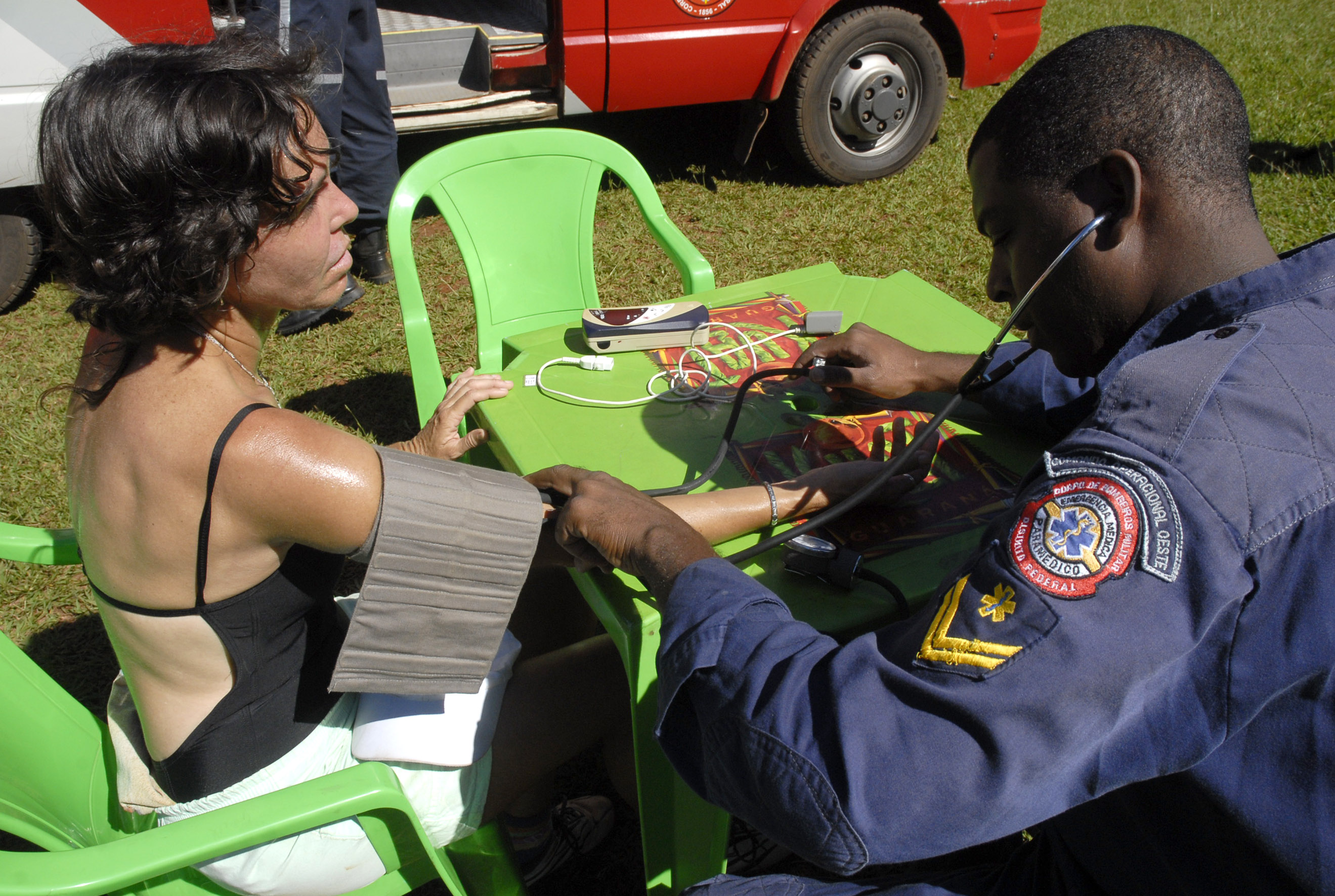
Aferição da pressão arterial

## Definições
A pressão arterial pode ser medida a vários níveis do sistema circulatório, diminuindo a pressão à medida que o ponto de medida se afasta do coração. Assim, na grande circulação podem ser medidas pressões a todos os níveis mas na prática clínica diária só se usa a pressão máxima e a mínima:
1. Pressão Arterial Sistólica: Pressão Arterial máxima do ciclo cardíaco, ocorrendo durante a sístole ventricular;
2. Pressão Arterial Diastólica: Pressão Arterial mínima do ciclo cardíaco, equivalendo a pressão no fim da diástole ventricular;
3. Pressão Arterial média: Média das pressões instantâneas de todo um ciclo cardíaco. Costuma ser deduzida das pressões diastólica e sistólica, com margens de erro variáveis, conforme a fórmula utilizada. Poder-se-ia pensar que seria realmente a média mas não é: aproxima-se mais da pressão diastólica;
4. Pressão Arteriolar: Pressão nas arteríolas do organismo;
5. Pressão Pré-capilar. Pressão na arteríola imediatamente antes de se iniciar um capilar;
6. Pressão Capilar. pressão média no capilar. Fundamental para as trocas de líquidos entre o sangue e o espaço extracelular, conforme a Lei de Starling;
7. Pressão Pós-capilar ou Venular. Pressão no início das vénulas. A este nível passa a ser pressão venosa e não arterial.

Na pequena circulação existem todos os equivalentes acima, seguidos do termo "Pulmonar", como em "Pressão Arterial Pulmonar".

## Doenças relacionadas
- Hipertensão arterial
- Hipertensão pulmonar
- Choque circulatório